# Juan Calatayud
Pour les articles homonymes, voir Calatayud (homonymie).
Juan Jesús Calatayud Sánchez est un footballeur espagnol, né le 21 décembre 1979 à Antequera en Espagne. Il évolue au poste de gardien de but.

## Palmarès
- Algeciras CF
  - 2003 : Vainqueur de la Segunda División B
- Videoton FC
  - 2015 : Vainqueur du Championnat de Hongrie